# 巴彦戈壁县
巴彦戈壁（蒙古文：ᠪᠠᠶ᠋ᠠᠩᠭ᠋ᠣᠪᠢ）是巴彦洪戈尔省下辖的一个县。该县县城位于敖劳格湖以南约40公里处，距离省会巴彦洪戈尔市230公里，距离首都乌兰巴托850公里。巴彦戈壁县与巴彦洪戈尔省的博格德县、津斯特县、巴彦利格县、新津斯特县，以及南戈壁省的戈壁三宝县接壤。
前往戈壁的游客常到访该县境内，县内有一条一日游路线可供选择。
查干阿贵洞穴遗址（Цагаан агуй）位于县城以东90公里处，据信在75万年前曾有人类居住。此外，在县城以南18公里处一个叫“白泉”（Цагаан Булагт）的地方，有一块具有独特构造的白色岩石，上面带有人的手足印迹。